# 菲特勒 (密西西比州)
菲特勒（英語：Fitler）是位於美國密西西比州伊薩奎納縣的非建制地區。

## 歷史
菲特勒的郵局於1901年設立，其後於1976年停運。

## 地理
菲特勒所處的海拔為高於海平面30米（即98英呎），而該地所採用的時區為UTC-6，即北美中部時區（CST）。同時該地設有夏令時間，為UTC-6調快一小時，即UTC-5（CDT）。